# Supertorus
Een supertorus of supertoroïde is de veralgemening van een torus. De benaming wordt zowel gebruikt voor het oppervlak als voor het lichaam dat door het oppervlak begrensd wordt. Deze verzameling van oppervlakken werd voor het eerst beschreven door Alan Barr.  Alle supertorussen zijn topologisch equivalent aan een torus in de zin dat ze de vorm hebben van een schijf met een gat in het midden.

## Parametergelijkingen
Er zijn meerdere mogelijkheden om parametervergelijkingen voor een supertorus te kiezen. Naarmate de vergelijkingen meer vrije constanten A, B, ... bevatten zijn meer mogelijke vormen en varianten van vormen te bekomen.
De parametervergelijkingen die A. Barr voorstelde zijn:
{\displaystyle x(u,v)=(A+c(u,s))\cdot c(v,t)}
{\displaystyle y(u,v)=(B+c(u,s))\cdot s(v,t)}
{\displaystyle z(u,v)=s(u,t)}
waarbij
{\displaystyle -\pi \leq u\leq \pi \ }  en  {\displaystyle \ -\pi \leq v\leq \pi }
{\displaystyle A\geq 1} en {\displaystyle B\geq 1}
en
{\displaystyle c(\omega ,m)=\operatorname {sgn}(\cos \omega )|\cos \omega |^{m}}
{\displaystyle s(\omega ,m)=\operatorname {sgn}(\sin \omega )|\sin \omega |^{m}}
en waarbij {\displaystyle sgn} de signumfunctie is.
In de hulpfuncties {\displaystyle c(\omega ,m)} en {\displaystyle s(\omega ,m)} wordt het teken, positief of negatief, afgezonderd van de cosinus of sinus voordat de macht {\displaystyle m} ervan genomen wordt. Dit is nodig omdat een negatieve macht enkel van een positief getal kan genomen worden.
Parametervergelijkingen met meer constanten laten meer mogelijke vormen toe. De meest algemene vorm is:
{\displaystyle x(u,v)=C\cdot (A+c(u,s))\cdot c(v,t)}
{\displaystyle y(u,v)=D\cdot (B+c(u,s))\cdot s(v,t)}
{\displaystyle z(u,v)=E\cdot s(u,t)}
met vijf constanten A tot en met E.
Het is daarbij niet nodig nog bijkomende constanten te voorzien bij de termen {\displaystyle c(u,s)} in de uitdrukkingen van {\displaystyle x(u,v)} en {\displaystyle y(u,v)}. Deze zouden geen extra vrijheden toevoegen omdat ze buiten de haakjes in de constanten C en D kunnen worden opgenomen in c, in combinatie met een aanpassing van A en B. Bij voorbeeld:
{\displaystyle x(u,v)=C\cdot (A+F\cdot c(u,s))\cdot c(v,t)} wordt {\displaystyle x(u,v)=C\cdot F\cdot (A/F+c(u,s))\cdot c(v,t)} en ten slotte {\displaystyle x(u,v)=C'\cdot (A'+c(u,s))\cdot c(v,t)}

## Symmetrieën
Wanneer de parameterwaarde {\displaystyle u} door {\displaystyle -u} wordt vervangen wordt in plaats van een punt {\displaystyle (x,y,z)} op het oppervlak het punt {\displaystyle (x,y,-z)} bereikt. Verder, wanneer de parameterwaarde {\displaystyle v} door {\displaystyle -v} wordt vervangen wordt in plaats van een punt {\displaystyle (x,y,z)} op het oppervlak het punt {\displaystyle (x,-y,z)} bereikt. En ten slotte, wanneer de parameterwaarde {\displaystyle v} door {\displaystyle \pi -v} wordt vervangen wordt in plaats van een punt {\displaystyle (x,y,z)} op het oppervlak het punt {\displaystyle (-x,y,z)} bereikt. Deze transformaties in de variabelen hebben tot gevolg dat:
- de figuur symmetrisch is tegenover elk coördinaatvlak, het XY-vlak, het XZ-vlak en het YZ-vlak.
- de figuur symmetrisch is tegenover elke coördinaatas, de X-as, de Y-as en de Z-as.
- de figuur symmetrisch is tegenover de oorsprong van het assenkruis.

## Effecten van de vrije constanten en machten

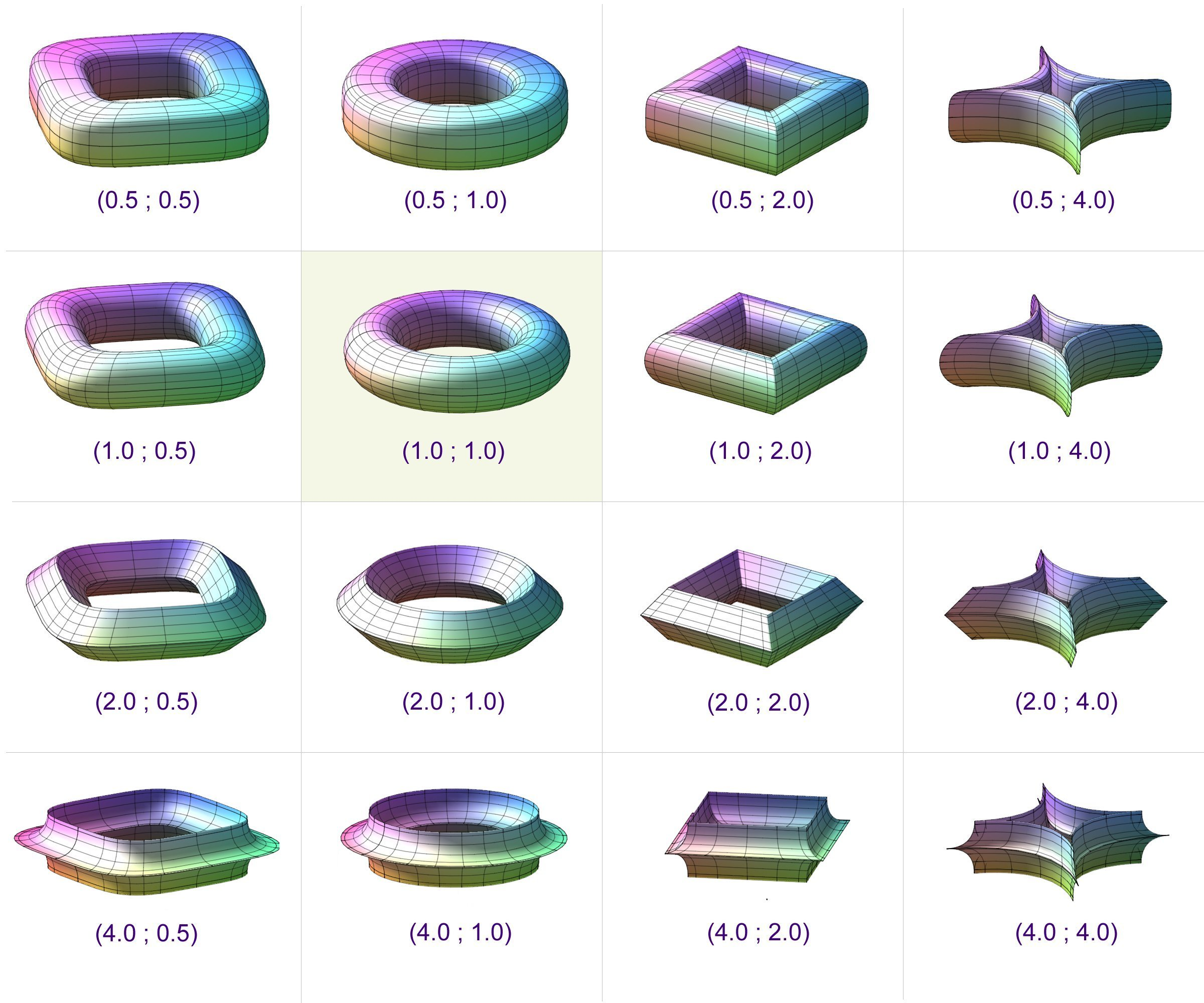
Dit rooster toont 16 supertorussen voor diverse combinaties (s,t) van de machten uit de parametervergelijkingen. Daarbij wordt op de rijen de macht s constant gehouden terwijl de macht t varieert, en wordt op de kolommen de macht t constant gehouden terwijl de macht s varieert. De constanten uit de algemene parametervergelijkingen zijn voor elke supertorus A=B=3, C=D=E=1.

Wanneer de meest algemene vorm beschouwd wordt kunnen de constanten C, D en E gebruikt worden om de figuur uit te rekken of samen te drukken in respectievelijk de X-, de Y- en de Z-richting want de variabelen {\displaystyle x}, {\displaystyle y} en {\displaystyle z} zijn recht evenredig met deze constanten. De onderlinge verhouding van A en B bepaalt in welke mate de supertorus een algemene cirkelvorm heeft (A=B) of een ellipsvorm (A {\displaystyle \neq }B ). De grootte van A en B controleert de verhouding van de diameter van de torus tegenover zijn dikte. 
De machten {\displaystyle s} en {\displaystyle t} zijn 1 voor een gewone torus waarbij de hoofdvorm cirkelvormig is, en de doorsnede langsheen die hoofdvorm eveneens. Bij waarden kleiner dan 1 wordt een meer hoekige vorm bekomen, bij waarden groter dan 1 een meer puntiger vorm zoals men die bij een astroïde vindt. De effecten van de twee machten worden geïllustreerd door de bijgaande figuur. De daar getoonde supertorusseni werden getekend aan de hand van de meest algemene parametervergelijkingen met A = B = 3 en C = D = E = 1.

## Cartesiaanse vergelijking
Het is mogelijk een Cartesiaanse vergelijking van een torus te vinden in de vorm van een impliciete functie. Echter, indien de constanten A en B uit de meest algemene vorm ongelijk zijn leidt dit tot een ingewikkelde vergelijking. Hoe dan ook zijn de parametervergelijkingen veel beter geschikt om een figuur van een supertorus te berekenen.
Wanneer in de meest algemene vergelijkingen  de twee vrije constanten A en B gelijk gekozen worden vindt men:
{\displaystyle x(u,v)=C\cdot (A+c(u,s))\cdot c(v,t)}
{\displaystyle y(u,v)=D\cdot (A+c(u,s))\cdot s(v,t)}
{\displaystyle z(u,v)=E\cdot s(u,t)}
Dan kan dus een Cartesiaanse vergelijking gevonden worden omdat beide machten dan kunnen geëlimineerd worden door middel van de grondformule van de goniometrie. Die vergelijking is:
{\displaystyle \left(\left(\left|{\frac {x}{C}}\right|^{2/t}+\left|{\frac {y}{D}}\right|^{2/t}\right)^{t/2}\ -\ A\right)^{2/s}+\left|{\frac {z}{E}}\right|^{2/s}=1}